# József Pálinkás (allenatore di pallacanestro)
József Pálinkás (Budapest, 26 settembre 1951 – Kalocsa, 24 luglio 2022) è stato un allenatore di pallacanestro ungherese.

## Carriera
Guidò l'Ungheria in due edizioni dei Campionati europei (1991, 1993).